# La Chapelotte
La Chapelotte és un municipi francès, situat al departament de Cher i a la regió de Centre – Vall del Loira. L'any 2007 tenia 181 habitants.

## Demografia

### Població
El 2007 la població de fet de La Chapelotte era de 181 persones. Hi havia 84 famílies, de les quals 36 eren unipersonals (20 homes vivint sols i 16 dones vivint soles), 28 parelles sense fills, 12 parelles amb fills i 8 famílies monoparentals amb fills.
La població ha evolucionat segons el següent gràfic:
Habitants censats

### Habitatges
El 2007 hi havia 135 habitatges, 87 eren l'habitatge principal de la família, 40 eren segones residències i 7 estaven desocupats. Tots els 134 habitatges eren cases. Dels 87 habitatges principals, 63 estaven ocupats pels seus propietaris, 22 estaven llogats i ocupats pels llogaters i 2 estaven cedits a títol gratuït; 2 tenien una cambra, 7 en tenien dues, 20 en tenien tres, 27 en tenien quatre i 32 en tenien cinc o més. 65 habitatges disposaven pel capbaix d'una plaça de pàrquing. A 37 habitatges hi havia un automòbil i a 39 n'hi havia dos o més.

### Piràmide de població
La piràmide de població per edats i sexe el 2009 era:
| Homes | Edats   | Dones |
| ----- | ------- | ----- |
| 0     | 95 o +  | 0     |
| 0     | 90 a 94 | 4     |
| 0     | 85 a 89 | 4     |
| 0     | 80 a 84 | 0     |
| 4     | 75 a 79 | 12    |
| 12    | 70 a 74 | 8     |
| 12    | 65 a 69 | 8     |
| 12    | 60 a 64 | 8     |
| 12    | 55 a 59 | 0     |
| 4     | 50 a 54 | 8     |
| 4     | 45 a 49 | 8     |
| 4     | 40 a 44 | 4     |
| 4     | 35 a 39 | 8     |
| 0     | 30 a 34 | 4     |
| 4     | 25 a 29 | 12    |
| 4     | 20 a 24 | 4     |
| 0     | 15 a 19 | 4     |
| 0     | 10 a 14 | 0     |
| 4     | 5 a 9   | 0     |
| 4     | 0 a 4   | 0     |

## Economia
El 2007 la població en edat de treballar era de 99 persones, 63 eren actives i 36 eren inactives. De les 63 persones actives 57 estaven ocupades (36 homes i 21 dones) i 6 estaven aturades (1 home i 5 dones). De les 36 persones inactives 13 estaven jubilades, 12 estaven estudiant i 11 estaven classificades com a «altres inactius».

### Ingressos
El 2009 a La Chapelotte hi havia 86 unitats fiscals que integraven 179,5 persones, la mediana anual d'ingressos fiscals per persona era de 11.805 €.

### Activitats econòmiques
Dels 3 establiments que hi havia el 2007, 2 eren d'empreses de construcció i 1 d'una empresa d'hostatgeria i restauració.
Dels 3 establiments de servei als particulars que hi havia el 2009, 1 era un guixaire pintor, 1 lampisteria i 1 restaurant.
L'any 2000 a La Chapelotte hi havia 13 explotacions agrícoles que ocupaven un total de 1.020 hectàrees.

## Poblacions més properes
El següent diagrama mostra les poblacions més properes.